# اندراب (سرعین)
اندراب روستایی است که در استان اردبیل، شهرستان سرعین، بخش مرکزی، دهستان سبلان قرار دارد.

## جمعیت
بر اساس سرشماری سال ۱۳۸۵ جمعیت این روستا ۳۳۷ نفر با ۷۷ خانوار بوده‌است.

## تپه اندرآب
تپه اندرآب مربوط به دوره اشکانیان است و در شهرستان اردبیل، بخش مرکزی، دهستان غربی، روستای اندرآب واقع شده و این اثر در تاریخ ۲۷ بهمن ۱۳۸۷ با شمارهٔ ثبت ۲۴۵۵۸ به‌عنوان یکی از آثار ملی ایران به ثبت رسیده است.

## جاذبه گردشگری
چشمه آب شیرین قوم بولاغ که در کلیه ایام سال بسیار خنک و گوارا می‌باشد.